# Аріс (футбольний клуб, Салоніки)
«А́ріс» (грец. ΠΑΕ Άρης) — грецький футбольний клуб із міста Салоніки, Македонія, Греція. Створений у 1914 році. Кольори клубу — жовтий, домінуючий колір у культурі Македонії нагадує про візантійську спадщину Салонік, і чорний. Клуб названий на честь Ареса, стародавнього олімпійського «бога війни», який також асоціюється з мужністю, образ якого зображено на логотипі клубу, скульптурі Арес Людовізі.
«Аріс» був однією з найсильніших і найпопулярніших команд Греції у міжвоєнний період. Клуб тричі виграв чемпіонат Греції (1928, 1932, 1946), один раз Кубок Греції (1970) і мав рекорд непереможних домашніх матчів у європейських змаганнях протягом 28 матчів з 1968 по 2020 рік, коли «Аріс» програв українському «Колосу». Домашній стадіон команди — «Клеантіс Вікелідіс».

## Історія

### Золота ера 1920–1950
Клуб був створений групою з 12 молодих друзів 25 березня 1914 року і отримала назву від бога війни Ареса, у зв'язку з недавньою переможною балканською війною, а також через те, що в грецькій міфології Арес — це божество, яке перебуває в конфлікті з Гераклом, міфологічним персонажем на честь якого був названий їх головний суперник - футбольний клуб Іракліс, який теж представляє місто Фессалоніки. Дуже швидко Аріс став популярним, й окрім футбольного, були створені підрозділи клубу з інших видів спорту .
Того часу в Греції ще не було повноцінної загальнонаціональної першості, існували лише три місцеві ліги (Македонська, Афінська і Пірейська), переможці яких грали між собою за звання національного чемпіона. До 1959 року, коли була створена загальнонаціональна Альфа Етнікі, Арісу вдалося стати чемпіоном Салонік 14 разів, а перше національне золото прийшло в 1928 році, коли Аріс переміг чемпіона Афін Атромітос і Пірея — Етнікос. Вдруге чемпіоном Греції Аріс став 1932 року, подолавши Олімпіакос і Панатінаїкос. Свій третій титул клуб отримав у 1946 році під час грецької громадянської війни, граючи проти АЕКа з Афін і Олімпіакоса з Пірея. З моменту створення першого загальнонаціонального дивізіону Аріс не виграв жодного чемпіонату Греції.

### 1950–1980

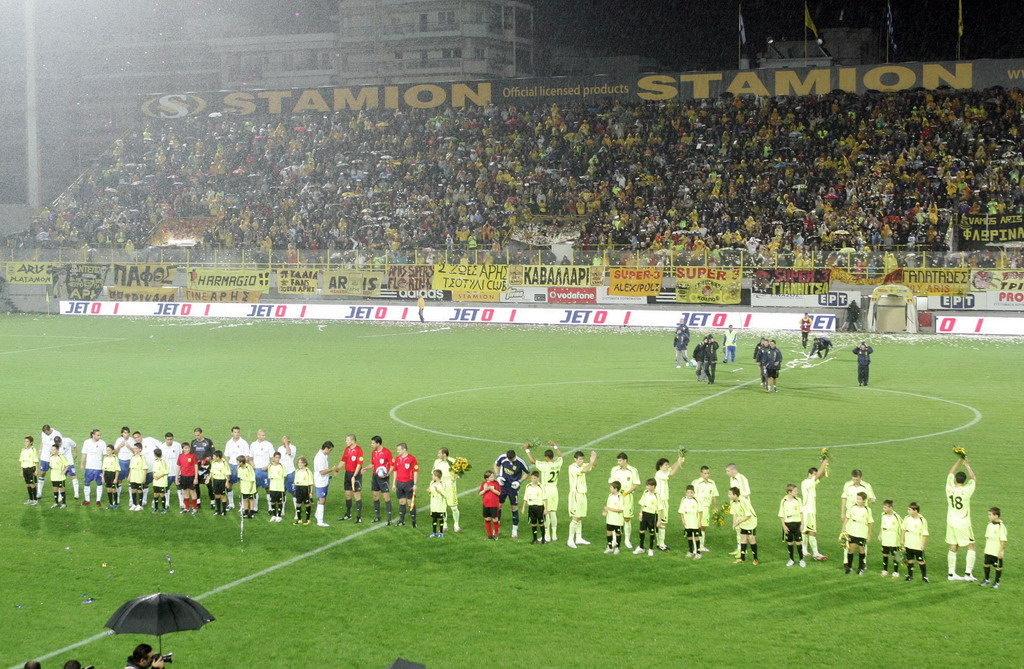
Матч Кубка УЄФА проти Сарагоси 13 червня 2008 року

Статус Арісу залишався високим протягом цього періоду, і був відзначений будівництвом сучасного стадіону Клеантіс Вікелідіс, названого на честь однойменного легендарного клубного гравця.
Будучи однією з найтитулованіших команд Греції, Аріс отримав право на участь у європейських турнірах. Клуб посідав високі місця в Лізі в 60-х і 70-тх, з піком у 1970 році, коли отримав Кубок Греції у фінальному матчі проти ПАОКу на стадіоні Кафтатзогліо.
У 70-і роки Аріс став провідним клубом. Найважливіші перемоги того періоду були в Кубку УЄФА 1980 року, коли Аріс переміг такі сильні клуби як Бенфіка та Перуджа, і став першим грецьким клубом, який отримав перемогу в Італії.
В 1980 році Аріс втратив чудову нагоду отримати четвертий титул чемпіона: отримавши за підсумком регулярного чемпіонату однакову кількість очок з Олімпіакосом, Аріс програв 2-0 золотий матч проти афінського клубу.

### 1980–сучасність
З середини 80-х в Арісі почався повільний спад, який у поєднанні з помітними фінансовими проблемами (клуб знаходився на межі банкрутства) призвів до його вильоту до Бета Етнікі в 1997 та 2005 роках. Обидва рази Арісу вдалося повернутися до Суперліги. В останні роки клуб тричі отримував право на участь в Кубку УЄФА, а в 2003, 2005 і 2008 роках також доходив до фіналу національного кубку.

## Склад команди
Станом на 17 серпня 2023
| №  | Поз. | Нац.        | Гравець           |
| -- | ---- | ----------- | ----------------- |
| 3  | ЗХ   | Аргентина   | Франко Феррарі    |
| 4  | ЗХ   | Бразилія    | Фабіано Лейсманн  |
| 7  | НП   | Данія       | Піоне Сісто       |
| 8  | ПЗ   | Кот-д'Івуар | Шейк Дукуре       |
| 9  | НП   | Ямайка      | Андре Грей        |
| 10 | ПЗ   | Німеччина   | Лукас Рупп        |
| 11 | ПЗ   | Еквадор     | Кіке Саверіо      |
| 12 | ПЗ   | Коста-Рика  | Альваро Самора    |
| 13 | ЗХ   | Коста-Рика  | Рональд Матарріта |
| 14 | ЗХ   | Чехія       | Якуб Брабець      |
| 16 | ПЗ   | Чехія       | Владімір Даріда   |
| 17 | ПЗ   | Гондурас    | Луїс Пальма       |
| 18 | ЗХ   | Іспанія     | Валентіно Фатторе |
| 19 | ПЗ   | Іспанія     | Ману Гарсія       |
| 20 | ВР   | Швеція      | Філіп Сідклев     |

| №  | Поз. | Нац.      | Гравець                 |
| -- | ---- | --------- | ----------------------- |
| 22 | ЗХ   | Англія    | Мозес Одубаджо          |
| 23 | ВР   | Іспанія   | Хуліан Куеста (капітан) |
| 24 | ПЗ   | Хорватія  | Домагой Павичич         |
| 25 | ЗХ   | Німеччина | Антоніс Айдоніс         |
| 27 | ПЗ   | Аргентина | Хонатан Менендес        |
| 30 | ПЗ   | Камерун   | Жан Жуль                |
| 32 | ПЗ   | Швеція    | Давід Моберг Карлссон   |
| 33 | ЗХ   | Іспанія   | Мартін Монтоя           |
| 52 | ЗХ   | Греція    | Ксантопулос Караманліс  |
| 53 | ВР   | Греція    | Константінос Кутрулідіс |
| 54 | ПЗ   | Греція    | Рафаіл Чера             |
| 77 | ПЗ   | Греція    | Міхаліс Панагідіс       |
| 80 | НП   | Іспанія   | Лоренсо Морон Гарсія    |
| 94 | ВР   | Греція    | Елефтеріос Хутесіотіс   |
| 99 | НП   | Греція    | Ніколаос Бекіарідіс     |

## Статистика

### Чемпіонат
До 1959 року
Регіональний чемпіон Македонського регіону в: 1923, 1924, 1926, 1928, 1929, 1930, 1931, 1933, 1934, 1938, 1946, 1949, 1953, 1959
Після 1959 року 
| Сезон   | Поз. | В. — Н. — П. | Голів | О   | Сезон   | Поз. | В. — Н. — П. | Голів | О   |
| 1959-60 | 8    | 10 — 9 — 11  | 31-35 | 59  | 1984-85 | 7    | 8 — 14 — 8   | 38-37 | 30  |
| 1960-61 | 12   | 10 — 7 — 13  | 37-49 | 57  | 1985-86 | 7    | 11 — 11 — 8  | 35-29 | 33  |
| 1961-62 | 6    | 12 — 6 — 12  | 32-43 | 60  | 1986-87 | 11   | 10 — 4 — 16  | 26-30 | 24  |
| 1962-63 | 14   | 13 — 8 — 9   | 30-43 | 52  | 1987-88 | 9    | 11 — 5 — 14  | 39-41 | 27  |
| 1963-64 | 6    | 10 — 11 — 9  | 28-29 | 61  | 1988-89 | 7    | 11 — 11 — 8  | 31-26 | 33  |
| 1964-65 | 7    | 8 — 12 — 10  | 38-38 | 58  | 1989-90 | 7    | 11 — 13 — 10 | 36-39 | 35  |
| 1965-66 | 5    | 11 — 8 — 11  | 42-42 | 60  | 1990-91 | 9    | 11 — 11 — 12 | 34-38 | 33  |
| 1966-67 | 5    | 14 — 5 — 11  | 38-30 | 63  | 1991-92 | 7    | 12 — 7 — 15  | 26-40 | 31  |
| 1967-68 | 4    | 16 — 9       | 61-49 | 75  | 1992-93 | 9    | 12 — 6 — 16  | 40-50 | 42  |
| 1968-69 | 3    | 17 — 11 — 6  | 54-33 | 79  | 1993-94 | 4    | 18 — 9 — 7   | 55-34 | 63  |
| 1969-70 | 4    | 20 — 7       | 47-15 | 81  | 1994-95 | 7    | 19 — 5 — 10  | 46-34 | 62  |
| 1970-71 | 10   | 10 — 13 — 11 | 45-39 | 67  | 1995-96 | 7    | 12 — 10 — 12 | 45-47 | 46  |
| 1971-72 | 4    | 18 — 11 — 5  | 53-27 | 81  | 1996-97 | 16   | 9 — 11 — 14  | 32-48 | 35  |
| 1972-73 | 9    | 13 — 9 — 12  | 38-36 | 69  | 1997-98 |      |              |       |     |
| 1973-74 | 3    | 21 — 6 — 7   | 49-29 | 48  | 1998-99 | 6    | 19 — 3 — 12  | 53-43 | 60  |
| 1974-75 | 6    | 15 — 9 — 10  | 47-38 | 39  | 1999-00 | 7    | 14 — 8 — 12  | 50-46 | 50  |
| 1975-76 | 6    | 13 — 9 — 8   | 50-27 | 35  | 2000-01 | 7    | 13 — 5 — 12  | 37-41 | 44  |
| 1976-77 | 5    | 17 — 8 — 9   | 58-34 | 42  | 2001-02 | 9    | 7 — 8 — 11   | 25-34 | 29  |
| 1977-78 | 6    | 12 — 12 — 10 | 39-35 | 36  | 2002-03 | 6    | 15 — 6 — 9   | 37-34 | '51 |
| 1978-79 | 3    | 22 — 6       | 63-26 | 50  | 2003-04 | 13   | 7 — 6 — 17   | 24-46 | 27  |
| 1979-80 | 2    | 19 — 9 — 6   | 46-20 | 47  | 2004-05 | 14   | 5 — 13 — 12  | 26-37 | 25  |
| 1980-81 | 3    | 16 — 11 — 7  | 57-33 | 43  | 2005-06 |      |              |       |     |
| 1981-82 | 5    | 15 — 11 — 8  | 56-30 | 41  | 2006-07 | 4    | 11 — 13 — 6  | 32-26 | 46  |
| 1982-83 | 5    | 15 — 11 — 8  | 35-23 | 41  | 2007-08 | 4    | 14 — 8       | 32-20 | 50  |
| 1983-84 | 4    | 16 — 7       | 39-23 | '39 | 2008-09 | 6    | 13 — 8 — 9   | 30-31 | 47  |

## Досягнення
Суперліга Греції
- Чемпіон Греції[3][4] (3) — 1928, 1932, 1946
- Срібний призер (3) — 1930, 1933, 1980

Кубок Греції
- Володар (1) — 1970
- Фіналіст (8) — 1932, 1933, 1940, 1950, 2003, 2005, 2008, 2024

### Європейські кампанії
Аріс грав в Кубку УЄФА та Кубку володарів кубків багато разів, в тому числі проти відомих європейських команд. Найкращим став розіграш Кубку УЄФА 1979-80 рр., в якому Аріс переміг грізну португальську Бенфіку із загальним рахунком 4:3 в 1-му раунді та італійську Перуджу з рахунком 4-1 за сумою двох матчів 2-го раунду. І лише поразка французькому Сент-Етьєнну із загальним рахунком 4-7 у третьому раунді зупинила Аріс. Найбільш недавній успіх клубу був у 2007 році, коли Аріс переміг Сарагосу 1-0 в 1-му раунді, пройшовши до групового етапу Кубку УЄФА. Найгіршим матчем клубу в Європі була поразка 6-0 від Баварії в цьому ж сезоні.
| Сезон   | Турнір                | Раунд                   | Суперник            | Дома        | Виїзд          |  |
| ------- | --------------------- | ----------------------- | ------------------- | ----------- | -------------- |  |
| 1964-65 | Кубок ярмарків        | 1-й раунд               | Рома                | 0-0         | 0-3            |  |
|         |                       |                         |                     |             |                |  |
| 1965-66 | Кубок ярмарків        | 2-й раунд               | Кельн               | 2-1         | 0-2            |  |
|         |                       |                         |                     |             |                |  |
| 1966-67 | Кубок ярмарків        | 1-й раунд               | Ювентус             | 0-2         | 0-5            |  |
|         |                       |                         |                     |             |                |  |
| 1968-69 | Кубок ярмарків        | 1-й раунд               | Хіберніанс          | 1-0         | 6-0            |  |
| 1968-69 | Кубок ярмарків        | 2-й раунд               | Уйпешт              | 1-2         | 1-9            |  |
|         |                       |                         |                     |             |                |  |
| 1969-70 | Кубок ярмарків        | 1-й раунд               | Кальярі             | 1-1         | 0-3            |  |
|         |                       |                         |                     |             |                |  |
| 1970-71 | Кубок Кубків УЄФА     | 1-й раунд               | Челсі               | 1-1         | 1-5            |  |
|         |                       |                         |                     |             |                |  |
| 1974-75 | Кубок УЄФА            | 1-й раунд               | Рапід (Відень)      | 1-0         | 1-3            |  |
|         |                       |                         |                     |             |                |  |
| 1979-80 | Кубок УЄФА            | 1-й раунд               | Бенфіка             | 3-1         | 1-2            |  |
| 1979-80 | Кубок УЄФА            | 2-й раунд               | Перуджа             | 1-1         | 3-0            |  |
| 1979-80 | Кубок УЄФА            | 3-й раунд               | Сент-Етьєнну        | 3-3         | 1-4            |  |
|         |                       |                         |                     |             |                |  |
| 1980-81 | Кубок УЄФА            | 1-й раунд               | Іпсвіч Таун         | 3-1         | 1-5            |  |
|         |                       |                         |                     |             |                |  |
| 1981-82 | Кубок УЄФА            | 1-й раунд               | Сліма Вондерерс     | 4-0         | 4-2            |  |
| 1981-82 | Кубок УЄФА            | 2-й раунд               | Локерен             | 1-1         | 0-4            |  |
|         |                       |                         |                     |             |                |  |
| 1994-95 | Кубок УЄФА            | Попередній раунд        | Хапоель (Беер-Шева) | 3-1         | 2-1            |  |
| 1994-95 | Кубок УЄФА            | 1-й раунд               | Катовіце            | 1-0 (3-4 П) | 0-1            |  |
|         |                       |                         |                     |             |                |  |
| 1999-00 | Кубок УЄФА            | 1-й раунд               | Сервет              | 1-1         | 2-1 (ОТ)       |  |
| 1999-00 | Кубок УЄФА            | 2-й раунд               | Сельта              | 2-2         | 0-2            |  |
|         |                       |                         |                     |             |                |  |
| 2003-04 | Кубок УЄФА            | 1-й раунд               | Зімбру              | 2-1         | 1-1            |  |
| 2003-04 | Кубок УЄФА            | 2-й раунд               | Перуджа             | 1-1         | 0-2            |  |
|         |                       |                         |                     |             |                |  |
| 2005-06 | Кубок УЄФА            | 1-й раунд               | Рома                | 0-0         | 1-5            |  |
|         |                       |                         |                     |             |                |  |
| 2007-08 | Кубок УЄФА            | 1-й раунд               | Реал (Сарагоса)     | 1-0         | 1-2            |  |
| 2007-08 | Кубок УЄФА            | Груповий етап (Група F) | Црвена Звезда       | 3-0         |                |  |
| 2007-08 | Кубок УЄФА            | Груповий етап (Група F) | Болтон Вондерерс    |             | 1-1            |  |
| 2007-08 | Кубок УЄФА            | Груповий етап (Група F) | Спортінг (Брага)    | 0-0         | 0-1            |  |
| 2007-08 | Кубок УЄФА            | Груповий етап (Група F) | Баварія             |             | 0-6            |  |
|         |                       |                         |                     |             |                |  |
| 2008-09 | Кубок УЄФА            | 2-й раунд               | Славен Белупо       | 1-0         | 0-2            |  |
|         |                       |                         |                     |             |                |  |
| 2010-11 | Ліга Європи УЄФА      | 3-й раунд               | Ягеллонія           | 1-2         | 2-2            |  |
| 2010-11 | Ліга Європи УЄФА      | Раунд стикових матчів   | Аустрія             | 1-0         | 1-1            |  |
| 2010-11 | Ліга Європи УЄФА      | Груповий етап (Група B) | Атлетіко            | 1-0         | 3-2            |  |
| 2010-11 | Ліга Європи УЄФА      | Груповий етап (Група B) | Байер               | 0-0         | 0-1            |  |
| 2010-11 | Ліга Європи УЄФА      | Груповий етап (Група B) | Русенборг           | 2-0         | 1-2            |  |
| 2010-11 | Ліга Європи УЄФА      | 1/16 фіналу             | Манчестер Сіті      | 0–0         | 0–3            |  |
| 2019–20 | Ліга Європи УЄФА      | 2 раунд                 | АЕЛ                 | 0–0         | 1–0            |  |
| 2019–20 | Ліга Європи УЄФА      | 3 раунд                 | Молде               | 3–1 (д.ч.)  | 0–3            |  |
| 2020–21 | Ліга Європи УЄФА      | 2 раунд                 | Колос (Ковалівка)   | 1–2         | Н/Д            |  |
| 2021–22 | Ліга конференцій УЄФА | 2 раунд                 | Астана              | 2–1 (д.ч.)  | 0–2            |  |
| 2022–23 | Ліга конференцій УЄФА | 2 раунд                 | Гомель              | 5–1         | 2–1            |  |
| 2022–23 | Ліга конференцій УЄФА | 3 раунд                 | Маккабі (Тель-Авів) | 2–1         | 0–2            |  |
| 2023–24 | Ліга конференцій УЄФА | 2 раунд                 | Арарат-Вірменія     | 1–0         | 1–1            |  |
| 2023–24 | Ліга конференцій УЄФА | 3 раунд                 | Динамо (Київ)       | 1–0         | 1–2 (5–6 пен.) |  |

На 28 серпня 2023.
| Competition                 | У  | І  | В  | Н  | П  | ГЗ | ГП  | РГ  |
| --------------------------- | -- | -- | -- | -- | -- | -- | --- | --- |
| Ліга Європи УЄФА            | 13 | 53 | 21 | 15 | 17 | 69 | 76  | –7  |
| Ліга конференцій УЄФА       | 3  | 9  | 6  | 1  | 2  | 14 | 9   | +5  |
| Кубок володарів кубків УЄФА | 1  | 2  | 0  | 1  | 1  | 2  | 6   | –4  |
| Кубок ярмарків              | 5  | 12 | 3  | 2  | 7  | 12 | 28  | –16 |
| Всього                      | 22 | 76 | 30 | 19 | 27 | 97 | 119 | –22 |

## Відомі футболісти
Греція
- Васіліс Дімітріадіс
- Константінос Халкіас

Інші країни
- Даніел Батішта Ліма

## Форми
| 1921 | 1925 | 1931 | 1940 | 1954 | 1970 | 1978 |

| 1986 | 1994 | 1997 | 1999 | 2001 | 2007 | 2008 |